# Dyomyx ocala
Dyomyx ocala là một loài bướm đêm trong họ Noctuidae.